# Diego Barisone

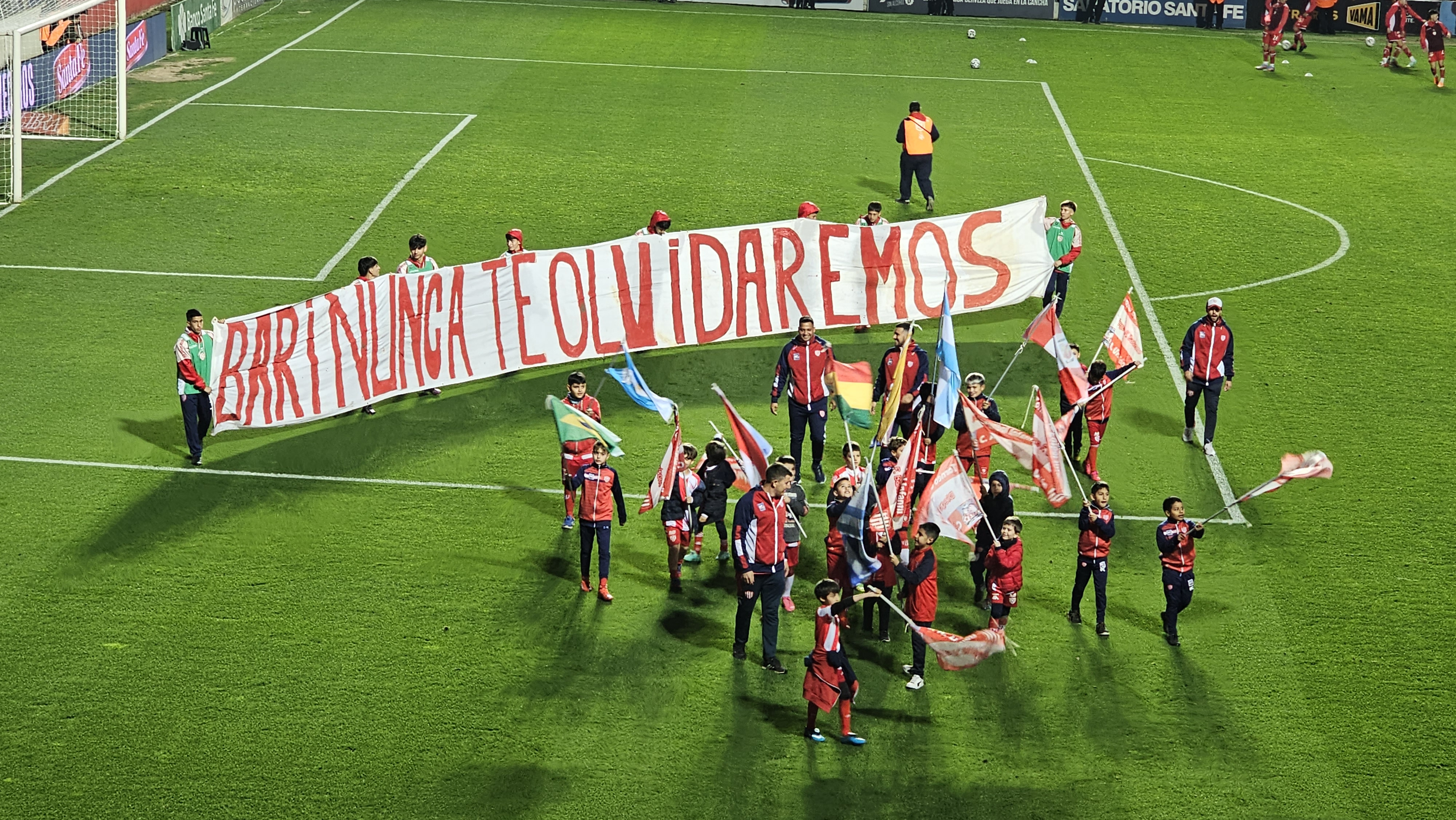
La escuelita de fútbol del Club Atlético Unión de Santa Fe lleva el nombre de Diego Barisone

Diego Francisco Barisone (Santa Fe, Argentina; 29 de mayo de 1989 - Coronda, Argentina; 28 de julio de 2015) fue un futbolista argentino. Jugaba como marcador central y su primer equipo fue Unión de Santa Fe. Su último equipo fue Lanús.

## Trayectoria

### Unión de Santa Fe
Debutó el 13 de diciembre de 2009 frente a Defensa y Justicia, sustituyendo a los 22 minutos del segundo tiempo a Jorge Torres. A pesar de ser defensor, jugó como volante central, marcando y distribuyendo bien la pelota. Dejó una buena impresión en la gente y en la prensa. El equipo de Fernando Alí terminó ganando 1-0.

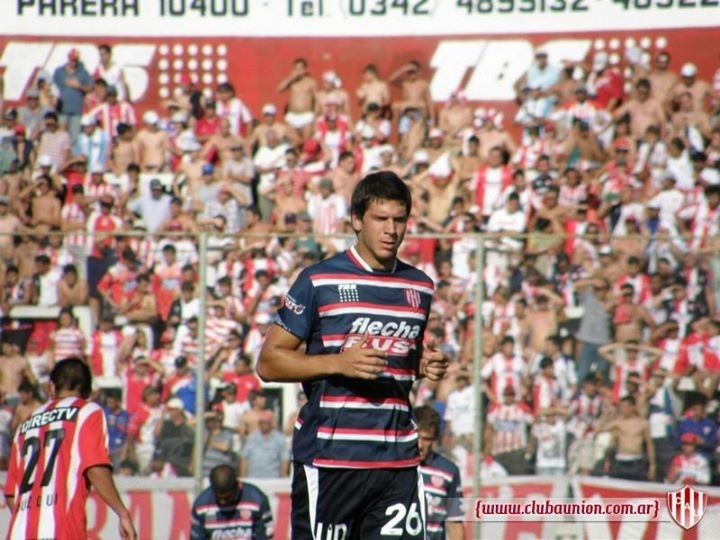
Diego Barisone vistiendo la camiseta de Unión de Santa Fe

Formó parte del plantel Tatengue que logró el ascenso a la Primera División en 2011, siendo relevo permanente de los centrales titulares Juan Pablo Avendaño y Nicolás Correa, y teniendo la posibilidad de jugar varios partidos debido a las lesiones y suspensiones de los jugadores antes mencionados.
Para la temporada 2011/12 le fue asignado el dorsal número 26. El 7 de abril de 2012 hace su estreno en la Primera División, convirtiendo incluso un gol en el empate 2 a 2 entre Unión y Banfield. El 19 de mayo juega su primer partido como titular en la Primera División ante San Lorenzo, convirtiendo de cabeza el gol de la victoria tatengue.

### Argentinos Juniors
A mediados de 2013 pasó a Argentinos Juniors, a préstamo por un año y con una opción de compra a favor del club de La Paternal.

### Unión de Santa Fe
En julio de 2014 regresó a Unión y logró nuevamente el ascenso a Primera División. En el equipo dirigido por Leonardo Madelón, que se consagró varias fechas antes de que finalizara el campeonato, fue titular indiscutido haciendo dupla con Leonardo Sánchez.

### Lanús
El 20 de enero de 2015 se confirma su transferencia a Lanús por 500.000 dólares. En el conjunto granate disputó un total de 18 partidos, 17 por liga y uno por Copa Argentina, hasta su fallecimiento.
El domingo 26 de julio de 2015 había sido titular en la caída de Lanús por 1-0 ante Defensa y Justicia y días atrás había brindado una nota en un programa de radio, en la que destacaba su buen momento futbolístico que justificaba el buen trato por parte de la institución y del cuerpo técnico comandado por los hermanos Guillermo y Gustavo Barros Schelotto.

## Fallecimiento

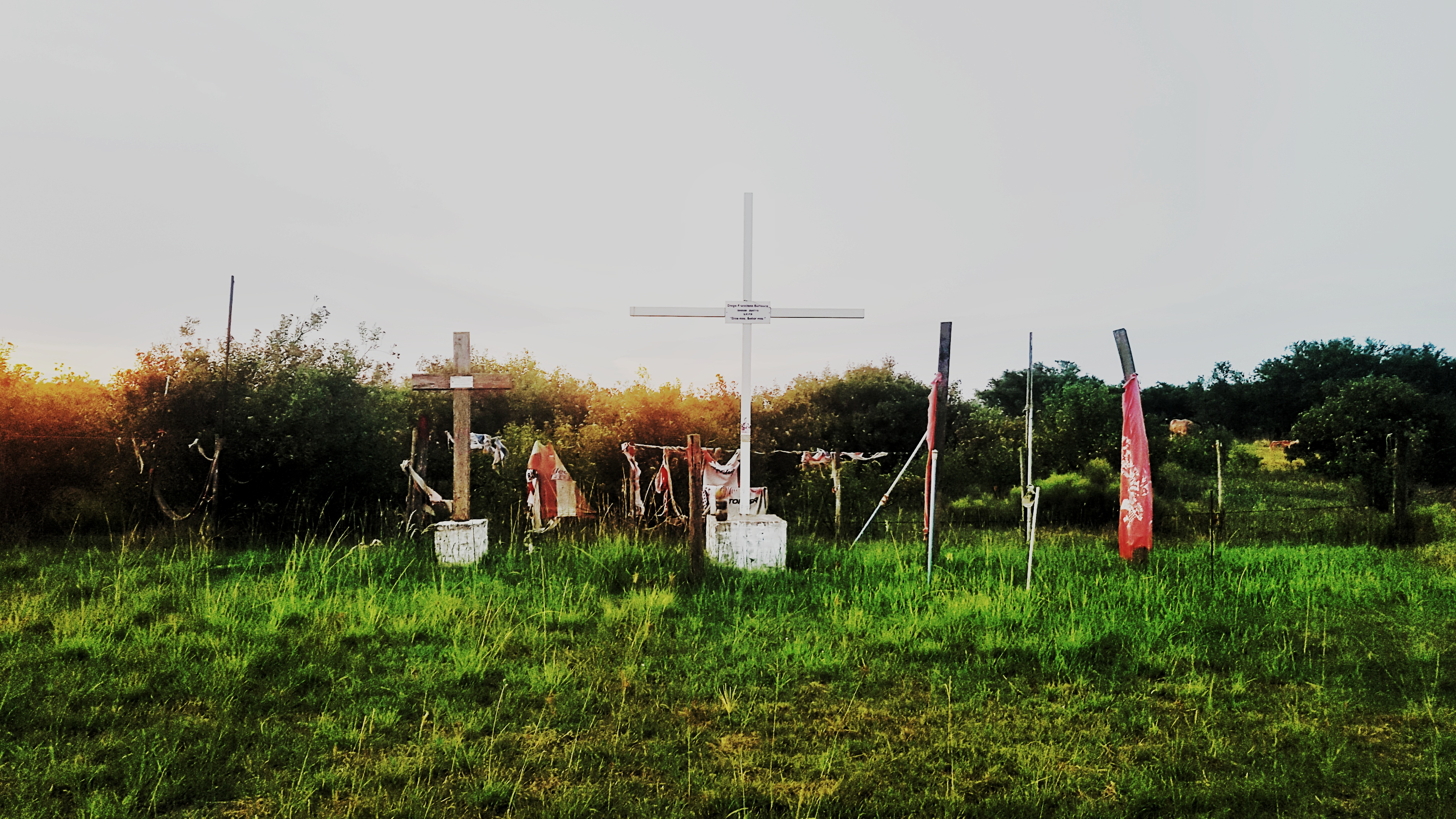
Santuario Diego Barisone

Falleció el 28 de julio de 2015 como consecuencia de un accidente de tránsito en la Autopista Rosario-Santa Fe a la altura de la localidad de Coronda en el kilómetro 111, al colisionar su automóvil Volkswagen Scirocco contra la parte trasera de un camión. El accidente se produjo cerca de las 5:30 de la mañana cuando se dirigía a Buenos Aires, yendo el automóvil a alta velocidad, presumiblemente 195 km/h. Luego de su fallecimiento, se filtraron fotos de su cadáver destrozado, que fueron rápidamente eliminadas de Internet. 
Su muerte provocó un gran dolor en el ambiente del fútbol. Lanús suspendió su partido y todo el plantel viajó a Santa Fe para darle el último adiós, mientras que Unión lo homenajeó en la previa del partido ante Boca Juniors con una bandera que rezaba "Bari nunca te olvidaremos". Sus restos reposan en el cementerio privado de Monte Vera.
Al año siguiente, cuando Unión y Lanús se enfrentaron en el Estadio 15 de Abril, hubo un homenaje conjunto de ambos clubes.

## Clubes
| Club               | País      | Año       |
| ------------------ | --------- | --------- |
| Unión de Santa Fe  | Argentina | 2009-2013 |
| Argentinos Juniors | Argentina | 2013-2014 |
| Unión de Santa Fe  | Argentina | 2014      |
| Lanús              | Argentina | 2015      |

### Estadísticas
| Club                         | Div.                | Temporada           | Liga | Liga | Copa Nacional | Copa Nacional | Total | Total | Media goleadora |
| Club                         | Div.                | Temporada           | PJ   | G    | PJ            | G             | PJ    | G     | Media goleadora |
| ---------------------------- | ------------------- | ------------------- | ---- | ---- | ------------- | ------------- | ----- | ----- | --------------- |
| Unión Argentina              |                     |                     |      |      |               |               |       |       |                 |
| 2.ª                          | 2009/10             | 6                   | 0    | -    | -             | 6             | 0     | 0.00  |                 |
| 2.ª                          | 2010/11             | 6                   | 0    | -    | -             | 6             | 0     | 0.00  |                 |
| 1.ª                          | 2011/12             | 2                   | 2    | 1    | 0             | 3             | 2     | 0.67  |                 |
| 1.ª                          | 2012/13             | 16                  | 1    | 1    | 0             | 17            | 1     | 0.06  |                 |
| 2.ª                          | 2014                | 19                  | 0    | -    | -             | 19            | 0     | 0.00  |                 |
| Total                        | Total               | 49                  | 3    | 2    | 0             | 51            | 3     | 0.06  |                 |
| Argentinos Juniors Argentina |                     |                     |      |      |               |               |       |       |                 |
| 1.ª                          | 2013/14             | 27                  | 0    | -    | -             | 27            | 0     | 0.00  |                 |
| Total                        | Total               | 27                  | 0    | -    | -             | 27            | 0     | 0.00  |                 |
| Lanús Argentina              |                     |                     |      |      |               |               |       |       |                 |
| 1.ª                          | 2015                | 17                  | 0    | 1    | 0             | 18            | 0     | 0.00  |                 |
| Total                        | Total               | 17                  | 0    | 1    | 0             | 18            | 0     | 0.00  |                 |
| Total en su carrera          | Total en su carrera | Total en su carrera | 93   | 3    | 3             | 0             | 96    | 3     | 0.03            |

## Palmarés

### Otros logros
| Logros                     | Club              | País      | Año  |
| -------------------------- | ----------------- | --------- | ---- |
| Ascenso a Primera División | Unión de Santa Fe | Argentina | 2011 |
| Ascenso a Primera División | Unión de Santa Fe | Argentina | 2014 |